# Xã Lee, Quận Midland, Michigan
Xã Lee (tiếng Anh: Lee Township) là một xã thuộc quận Midland, tiểu bang Michigan, Hoa Kỳ. Năm 2010, dân số của xã này là 4.315 người.